# Illa Túpac
Illa Túpac, cuyo nombre también se reporta como Yllatopa, fue un caudillo inca, capitán de Manco Inca, que encabezó la resistencia contra los conquistadores españoles en Huánuco

## Cerco de Lima
Su nombre aparece en las Crónicas de Indias, cuando participa de una expedición enviada por Manco Inca para desalojar a los españoles de la costa. Bajo las órdenes de Quizu Yupanqui y junto a otro capitán, Puyu Vilca, se dirigen por la sierra central hacia Lima (1536).
Tomadas las montañas que rodean a la ciudad, Illa Túpac dirige el ataque bajando desde Quives, pero ante los resultados adversos y la muerte de su líder, junto con otros capitanes deciden la retirada hacia la sierra, no sin antes enterrar a sus muertos en Puruchuco.

## En Huarochirí
Posesionado de la sierra de Lima, tenía como propósito obstruir todo intento de ayuda a los españoles cercados en el Cuzco por Manco Inca. Francisco Pizarro envió a Alonso de Alvarado con 350 hombres bien equipados, constituidos por hombres de a pie, caballeros y ballesteros para desbloquear el camino. Illa Túpac los enfrentó hasta en dos oportunidades, la segunda de las cuales, en el paso de los Olleros (15 de noviembre de 1536), aunque no pudo evitar que Alvarado prosiguiese hacia Jauja a unirse con sus aliados huancas.
Ante las represalias de Alvarado y el exterminio en la hoguera de 1000 orejones incas, asesinados por los mismos huancas, Illa Túpac decidió marcharse hacia el norte.

## En Huánuco y sus comarcas
Sus acciones habían cobrado tal trascendencia que obligaron a Francisco Pizarro a promover una expedición con el único fin de capturarlo. Mientras tanto Illa Túpac había trasladado su base de operaciones a la región de Huánuco y aquí esperaba a sus enemigos que pretendían fundar una ciudad para controlar el distrito. El comandante español, Gómez de Alvarado, en realidad fundó la nueva ciudad de Huánuco, pero a las pocas semanas se vio obligado por los continuos ataques de Illa Túpac a abandonarla.
En los años siguientes, otros capitanes españoles experimentaron la proeza de Illa Túpac. Alonso de Mercadillo y Francisco de Chaves (el pizarrista), el sanguinario exterminador de indígenas, fueron posteriormente derrotados por sus ejércitos.
En 1540, Gonzalo Pizarro marchaba con 250 hombres hacia Quito, donde pretendía organizar una expedición a las tierras de la selva amazónica. El camino atravesaba el barrio controlado por Illa Túpac y no desaprovechó la oportunidad. Sus hombres hicieron prodigios de valentía aquel día y obligaron a los españoles a defenderse enérgicamente sin poder forzar el paso. El altivo Gonzalo se vio obligado a pedir ayuda a su hermano Francisco y sólo la llegada de grandes refuerzos le permitió llegar a la seguridad de Quito.
En 1543, según las crónicas de Pedro Cieza de León, Illa Túpac fue asesinado por un tal Juan de Vargas, comisionado por el capitán español Pedro de Puelles. El historiador Agustín de Zárate asegura en cambio que en 1544 aún estaba vivo y activo, tanto que se habría puesto en contacto con el virrey del Perú, Blasco Núñez Vela, para denunciar los designios subversivos de Puelles en Huánuco. Su muerte aún no ha sido esclarecida.